# Vitus Miletus

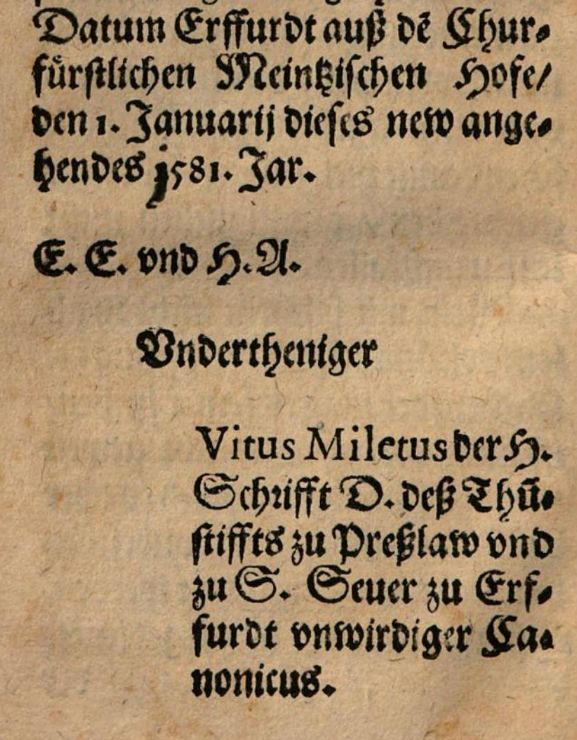
Ende der Widmungsvorrede des Katholischen Spiegels mit Unterschrift, 1581

Vitus Miletus, auch: Veit Milet, ursprünglicher Familienname Müller/Miller (* 1549 in Schwäbisch Gmünd; † vermutlich 19. Januar 1618 in Mainz), war ein deutscher katholischer Theologe und Hochschullehrer.

## Leben
Der Sohn von Peter Müller und Katharina geborene Leipold studierte ab dem 12. Oktober 1567 am Collegium Germanicum in Rom. Am Ostersamstag 1575 wurde er in der Lateranbasilika zum Priester geweiht. Auf dem Rückweg nach Deutschland besuchte er die Universität Siena und promovierte am 11. Juni 1575 in Bologna zum Doktor der Theologie.
Von Papst Gregor XIII. dem Erzbischof von Mainz gesandt, stellte sich Miletus in den Dienst der Gegenreformation, zunächst als Gehilfe von Weihbischof Nikolaus Elgard in Erfurt. Seine scharfen, nicht mehr auf Ausgleich bedachten Predigten sorgten für Bewunderung bei seinen Mitgeistlichen und für Aufregung bei den Protestanten. Es gab eine Beschwerde beim Rat der Stadt, da er den Kurfürsten von Sachsen beleidige. Als Miletus 1582 Erfurt verließ, um das Pallium für den neuen Mainzer Erzbischof Wolfgang von Dalberg aus Rom zu holen, bedauerte dies ein Zeitgenosse, der ihn den „Apostel von Thüringen“ nannte, der unermüdlich studiere, predige und Bücher zur Verteidigung des Katholizismus schreibe.
In Mainz wurde er 1576 in die theologische Fakultät aufgenommen. 1595 war er Rektor der Universität, 1599 Assessor der Theologischen Fakultät.
Während seines Aufenthalts in Erfurt wurde er 1579 an der Universität immatrikuliert. Ob er dort auch gelehrt hat, ist nicht bekannt.
Miletus hatte eine Reihe kirchlicher Pfründen inne:
- Domherr von Breslau (päpstliche Anwartschaft schon 1574, Einsetzung 1578, erster Besuch in Breslau 1599)
- Pfarrer von Miltenberg (1577)
- Kanoniker von St. Severus in Erfurt (1578–1589, ab 1580 Dekan)
- Propst von St. Moritz zu Mainz
- Kanoniker von St. Peter in Mainz
- Kanoniker von Liebfrauen zu Mainz (1585, Dekan unter anderem 1597)
- Kanoniker von St. Viktor in Mainz (1587 bis zu seinem Tod)

Gegen die bis zur Gegenwart verbreitete Behauptung, er sei ein Jesuit, verwahrte sich Miletus selbst in der Widmungsvorrede (datiert 1. Januar 1581) seiner Schrift Catholischer Spiegel, die er dem Rat und der Gemeinde seiner Heimatstadt Schwäbisch Gmünd überreichte.
Als die Reichsstadt Schwäbisch Gmünd 1604 1000 Gulden bei ihm aufnahm, wird er als Dekan von Liebfrauen zu Mainz, Protonotarius Apostolicus und Comes Palatinus bezeichnet.
Am 19. Januar 1618 verstarb Miletus in Mainz.

## Werke

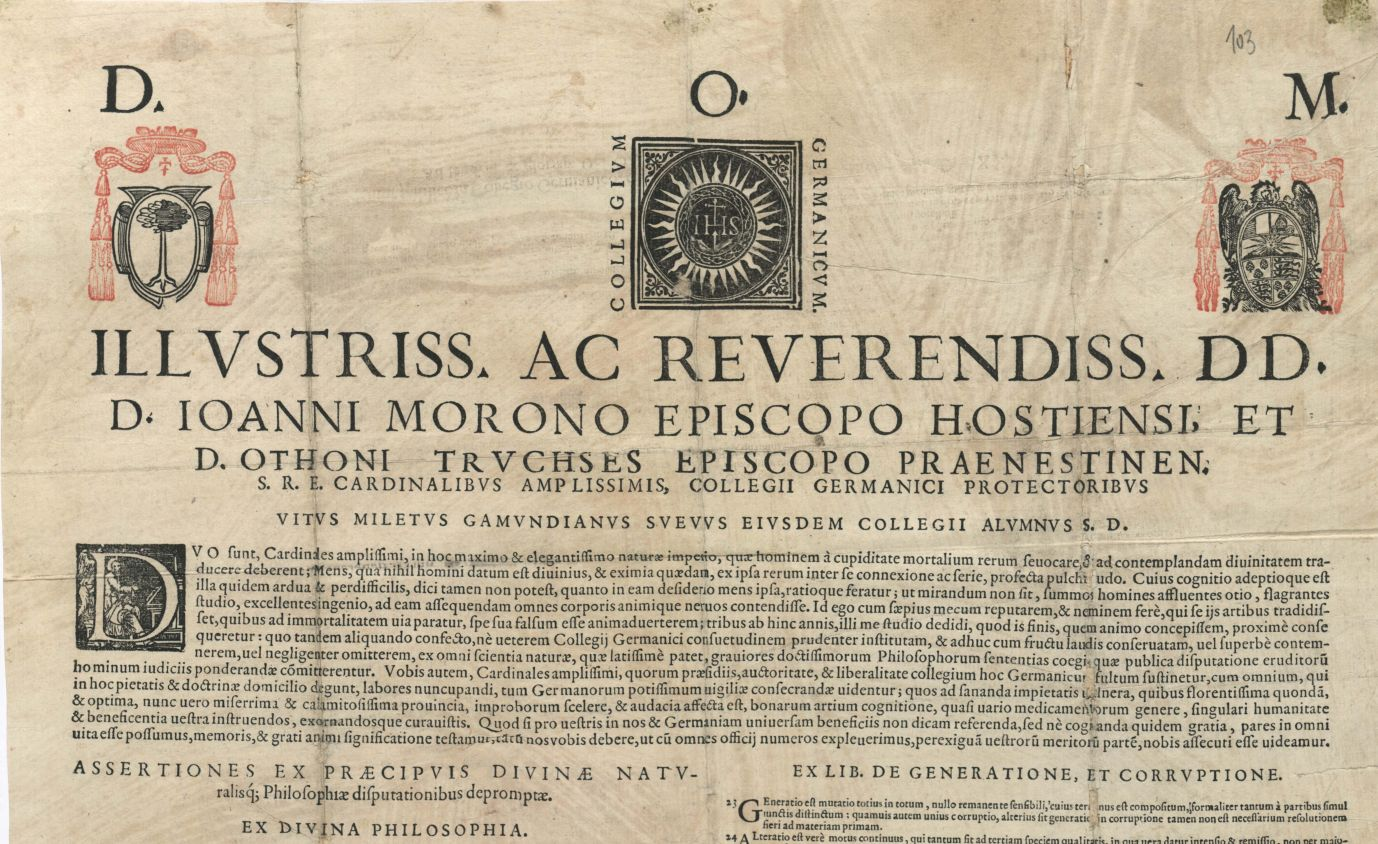
Thesenblatt 1570

In theologischen Schriften verteidigte Miletus den katholischen Glauben und griff die Protestanten an.
- Assertiones Ex Praecipuis Divinae Naturalisque Philosophiae disputationibus depromptae. Einblattdruck (Thesenblatt im Collegium Germanicum, Rom) 1570 (urn:nbn:de:bvb:19-epub-12646-2).
- DE IVSTIFICATIONE ET QVAE HVIC COHAERENT GRATIA, MERITO, AC LIBERO ARBITRIO […] ASSERTIONES THEOLOGICAE. In alma vniuersitate Moguntina, à VITO MILETO Gamundiano Doctore Theologo, in disputationem propositae. Mainz 1576 (Katalogeintrag im VD 16., Katalogeintrag im VD 16.).
- DE FESTO CORPORIS CHRISTI […]. Mainz 1580 (urn:nbn:de:bvb:12-bsb10201551-1).
- Catholischer Spiegel […] Durch […] Herren/ Vitum Miletum vonn Schwebischen Gemünda der H. Schrifft D. deß Thumstiffts zu Preßlaw/ vnd der Stifft Kirchen zu S. Seuer zu Erffurdt Canonicum. Köln 1581 (Katalogeintrag mit dem Nachweis mehrere Digitalisate im VD 16., Digitalisat in der Google-Buchsuche).
- Augenschein Deß Jesuiter Spiegels/ so neuwlich zu Erffurdt in Truck außgangen/ […] Durch/ Vitum Miletum vonn Schwebischen Gemünde/ der H. Schrifft Doct. Canonicum zu Preßlaw/ vnd zu S. Seuer in Erffurdt. Köln 1582 (Katalogeintrag mit Nachweis mehrerer Digitalisate im VD 16., Digitalisat in der Google-Buchsuche).
- Zehen Wolgegruendte Vrsachen Warumb mann bey dem alten Catholischen Glauben bestendig bleiben vnd keinem andern mit rhuwigem gewissen beypflichten soll. Erstlich durch den H. Edmundum Campianum kuertzlich in Latein jetzo aber durch Vitum Miletum Gâmudanum etwas außfuerlicher beschrieben. Mainz 1589 (Katalogeintrag mit dem Nachweis mehrerer Digitalisate im VD 16.. Weitere Ausgabe: Neiße 1594. Digitalisate Staatsbibliothek Berlin, SBC).
- De Sacramentis, Mille Sexcenti Errores, Vaniloqvia, Et Cavillationes […]. Per Vitvm Miletvm Gamvndianvm, S. Theologiæ Doctorem. Mainz 1593 (urn:nbn:de:hbz:466:1-30094).
- Brevis Discussio Et Refutatio Sexcentorum Errorum […] Nunc Primum Edita A R. D. Vito Mileto Gamundiano Moguntinae Academiae Doctore Theologe, et ibidem Ecclesiarum Collegiatarum, D. Mauritij Praeposito, S. Mariae vero ad Gradus Decanus […]. Mainz 1604 (urn:nbn:de:gbv:3:1-765448).
- S. AVGVSTINVS De cura pro mortuis agenda, Das ist/ Von vorsorg/ die man den abgestorbenen Christlich sol beweisen. Verteutscht Durch […] Vitum Miletum, der H. Schrifft Doctor / Probsten zu S. Mauritz / vnd Dechand des Stiffts zu vnser lieben Frawen ad gradus in Meintz, etc. Mainz 1604 (urn:nbn:de:bvb:12-bsb10774446-0).

Miletus soll auch ein gedrucktes Buch De Infestatione Sathanae geschrieben haben.